# Campeonato de Wimbledon 1887
La edición 11.º del Campeonato de Wimbledon se celebró entre el 2 de julio y el 7 de julio de 1887 en las pistas del All England Lawn Tennis and Croquet Club de Wimbledon, Londres, Inglaterra.
El cuadro individual masculino lo iniciaron 16 jugadores mientras que el femenino lo iniciaron 5 tenistas.

## Hechos destacados
En la competición individual masculina se impuso el británico Herbert Lawford logrando el único título que obtendría en el torneo al imponerse en la final al británico Ernest Renshaw.
En la competición individual femenina la victoria fue para la británica Lottie Dod logrando el primer título que obtendría en Wimbledon al imponerse a la británica Blanche Bingley.

## Palmarés
| Seniors              | Vencedor                               | Resultado               | Finalista                             | Finalista |
| -------------------- | -------------------------------------- | ----------------------- | ------------------------------------- | --------- |
| Individual masculino | Herbert Lawford                        | 1–6, 6–3, 3–6, 6–4, 6–4 | Ernest Renshaw                        |           |
| Individual femenino  | Lottie Dod                             | 6–2, 6–0                | Blanche Bingley                       |           |
| Dobles masculino     | Herbert Wilberforce Patrick Bowes-Lyon | 6–3, 6–3, 6–2           | James Herbert Crispe E. Barratt-Smith |           |

## Cuadros Finales

### Torneo individual  femenino
| Predecesor: 1886                                       | Campeonato de Wimbledon 1887 | Sucesor: 1888                                       |
| Predecesor: Campeonato nacional de Estados Unidos 1886 | Grand Slam 1887              | Sucesor: Campeonato nacional de Estados Unidos 1887 |

- Datos: Q1724301